# Galeria Luisa Strina
Galeria Luisa Strina é um galeria de arte, fundada pela colecionadora de arte Luisa Malzone Strina. A galeria principal e seu anexo ficam em São Paulo, Brasil. É a mais antiga galeria de arte de arte contemporânea no Brasil.

## História
A galeria abriu em 1974, com a mostra inaugural no mesmo ano, com a participação de artistas como Carlos Fajardo, Edo Rocha, José de Moura Resende Filho, Luiz Paulo Baravelli, Nelson Leirner, Rubens Gerchman, Santuza Andrade, e Wesley Duke Lee.
A galeria Luisa Strina foi a primeira instituição latino-americana a ser convidada para a feira de arte Art Basel, localizada em Basileia, Suíça, em 1992.
Na década de 90, a galeria começou a trabalhar com artistas brasileiros, como Alexandre da Cunha, Fernanda Gomes e Marcos Reis Peixoto (conhecido como Marepe).
Atualmente, a galeria representa 40 artistas.

## Administração
A direção do museu é composta por Marli Matsumoto e Thamy Echigo. A galeria é representada internacionalmente por María Quiroga.